# لين بوير
لين بوير (بالإنجليزية: Lynne Boyer)‏ هي رسامة أمريكية، ولدت في 20 أبريل 1956 في ألينتاون في الولايات المتحدة.

## وصلات خارجية
- الموقع الرسمي
- لين بوير على موقع EncyclopediaOfSurfing.com (الإنجليزية)
- لين بوير على موقع قاعة هاواي للمشاهير الرياضية (مؤرشف) (الإنجليزية)